# Zentralpolizeistelle
De Zentralpolizeistelle was tijdens de Eerste Wereldoorlog actief in bezet België. Deze geheime politie controleerde de bezette gemeenschap en maakte veelvuldig gebruik van mollen om verzetsorganisaties te infiltreren en op te rollen.

## Polizeistellen Brüssel

### Polizeistelle A Brüssel
Polizeistelle A Brüssel was een eenheid van de Duitse Politische Polizei die zich in Brussel bezighield met contraspionage. De medewerkers van Polizeistelle A waren veelal Belgen van Duitse afkomst of Belgen die gehuwd waren met een Duitser, dan wel Duitsers die al lange tijd in België woonden of gehuwd waren met een Belg. Zij spraken immers zowel Duits als Frans en/of Nederlands, waardoor zij gemakkelijker konden infiltreren in ondergrondse netwerken en hun bevindingen rapporteren.
Ernest Frederick "Fritz" Ball, geboren in Verviers, was een van de Duitse agenten die werkte voor Polizeistelle A. Hij werkte vaak als tolk tijdens processen en werkte ook voor het militaire parket. Polizeistelle A was onder meer verantwoordelijk voor de aanhouding van Jozef Baeckelmans.

### Polizeistelle B Brüssel
Polizeistelle B Brüssel was een eenheid van de Duitse Politische Polizei die zich bezighield met het ontmantelen van rekruterings- en ontsnappingsnetwerken en daarnaast ook de ondergrondse pers en clandestiene correspondentie bestreed. Edith Cavell werd op 4 augustus 1915 aangehouden door Polizeistelle B.

### Polizeistelle C Brüssel
Polizeistelle C Brüssel voerde gelijkaardige activiteiten uit als Polizeistellen A en B, maar beperkte zich daarbij tot de Brusselse regio.